# 이나시오 코르타바리아
이나시오 코르타바리아 아바라테기(바스크어: Inaxio Kortabarria Abarrategi, 1950년 7월 31일, 바스크 주 아라사테-몬드라곤 ~)는 스페인의 전 축구 선수로, 현역 시절 중앙 수비수로 활약했다.

## 클럽 경력
코르타바리아는 기푸스코아 도 아라사테-몬드라곤 출신이다. 현역 시절, 그는 레알 소시에다드에서만 활약했는데, 1971년 9월 19일 데포르티보와의 경기에서 1군이자 라 리가 첫 경기를 뛰었고, 첫 시즌에 14경기에 출전하는 성과를 냈다.
그 후로, 코르타바리아는 결장하는 경우가 거의 없었고, 바스크 연고 구단이 2년 연속 우승할 당시에는 선수단 주장을 맡아 각각 30경기, 31경기에 출전해 (개인 역대 최고인) 5골, 6골씩 각각 기록했다. 그는 스포르팅 히혼과의 1980-81 시즌 최종전 원정 경기에서, 선제골을 기록해 2-2로 비기는데 일조하였고, 레알 소시에다드는 골득실차에서 레알 마드리드에 앞서며 리그 정상에 올랐다.
이후 코르타바리아는 아구스틴 가하테, 알베르토 고리스, 그리고 후안 안토니오 라라냐가 등의 구단 내 유소년부를 졸업한 차세대 선수들에게 자리를 내준 후, 1984-85 시즌이 끝나고 35번째 생일을 앞두고 현역에서 은퇴했다. 그는 스페인 1부 리그 경기에 총 355번 출전(모든 대회 통틀어 442경기 출전, 레알 소시에다드 역대 최다 출장 8위)하였다.

## 국가대표팀 경력
코르타바리아는 1년도 안 되는 기간 동안 스페인 국가대표팀에 4차례 차출되었다. 그의 첫 국가대표팀 경기는 0-2로 패한 서독과의 유로 1976 예선전 경기였다.

## 정치 활동
1976년 12월 5일, 아틀레틱 빌바오와의 경기를 앞두고, 코르타바리아는 상대 선수단 주장인 호세 앙헬 이리바르와 바스크 국기인 이쿠리냐를 들고 나와 경기장 중앙 원에 갖다놓았다. 이 사건은 프란시스코 프랑코 사후 공공장소에 바스크 국기를 선보인 것인데, 당시 아직도 불법이었던 행위다.

## 수상
- 라 리가: 1980–81, 1981–82
- 수페르코파 데 에스파냐: 1982

## 같이 보기
- 원클럽맨 명단